# Sphodromantis elongata
Sphodromantis elongata es una especie de mantis de la familia Mantidae.

## Distribución geográfica
Se encuentra en el Congo y Zambia.